# Saint-Symphorien (Żyronda)
Saint-Symphorien – miejscowość i gmina we Francji, w regionie Nowa Akwitania, w departamencie Żyronda.
Według danych na rok 1990 gminę zamieszkiwało 1396 osób, a gęstość zaludnienia wynosiła 13 osób/km² (wśród 2290 gmin Akwitanii Saint-Symphorien plasuje się na 304. miejscu pod względem liczby ludności, natomiast pod względem powierzchni na miejscu 29.).